# Mixtur (orgelstämma)
Mixtur  är en orgelstämma av typen repeterande blandstämma och principalstämma. Stämman tillhör kategorin labialstämmor. Mixturen kan ha allt från två kor till ett 20-tal. Sitter mixturen i pedalen så är den ofta en icke-repeterande blandstämma.